# III Premis Días de Cine
Els III Premis Días de Cine foren atorgats pel programa de televisió Días de cine el 25 de gener de 2016. Els premis no tenen assignació econòmica, però no descarten «tenir-la en un futur». Als sis premis inicials (millor pel·lícula, millor actor i millor actriu espanyol i estranger) es van afegir tres premis més: al millor documental, el premi Somos Cine a produccions de RTVE i el premi del públic. L'entrega es va fer a la Cineteca del Matadero Madrid presidida per Elena Sánchez Sánchez, presentadora del programa.

## Premiats
| Categoria                    | Premiat           | Labor premiada           |
| ---------------------------- | ----------------- | ------------------------ |
| Millor documental            | National Gallery  | Frederick Wiseman        |
| Millor documental            | Red Army          | Gabe Polsky              |
| Millor pel·lícula espanyola  | B, la película    | David Ilundain           |
| Millor pel·lícula estrangera | El club           | Pablo Larraín            |
| Millor actriu espanyola      | Natalia de Molina | Techo y comida           |
| Millor actriu estrangera     | Dolores Fonzi     | La patota                |
| Millor actor espanyol        | Pedro Casablanc   | B, la película           |
| Millor actor estranger       | Brendan Gleeson   | Calvary                  |
| Premi Somos Cine             | Un dia perfecte   | Fernando León de Aranoa  |
| Premi Somos Cine             | El Clan           | Pablo Trapero            |
| Premi del Públic             | B, la película    | Juan Miguel del Castillo |